# Enghieni Mária nápolyi királyné
Enghieni Mária (Gubbio, 1367 – Lecce, 1446. május 9.), olaszul: Maria d'Anghieri, franciául: Marie d'Enghien, hollandul: Maria van Edingen, nápolyi (szicíliai) és dalmát királyné, címzetes magyar királyné, leccei grófnő. Chiaromontei Izabella nápolyi királynénak, I. Ferdinánd nápolyi király első feleségének a nagyanyja, Aragóniai Beatrix magyar királyné dédanyja és Balzo Izabella nápolyi királyné ükanyja, valamint az Hauteville-(Altavilla)-házbeli I. Tankréd szicíliai király és leccei gróf 7. (generációs) leszármazottja, valamint II. (Hohenstaufen) Frigyes német-római császár és szicíliai király 6. (generációs) leszármazottja, II. Frigyes házasságon kívül született lánya, Hohenstaufen Margit acerrai grófné révén, aki II. (Aquinói) Tamás acerrai gróf felesége volt. A családja a mai Belgium Enghien nevű városából származott, amelynek a holland-flamand neve Edingen, és ma a vallóniai Hainaut (Hennegau) tartományban (egykori grófságban) fekszik.

## Élete
Apja Enghieni János, Castro grófja, III. Valternek (1302–1345), Enghien urának és Brienne-i Izabella (–1360) leccei grófnőnek a fia. Mária királyné apai nagyanyja, Izabella I. Valter (–1311)  athéni hercegnek, I. Hugó ciprusi király dédunokájának volt a lánya. Mária királyné apai ágon I. Tankréd (1138/40–1194) szicíliai királynak és leccei grófnak volt a 7. (generációs) leszármazottja annak lánya, Hauteville-i Mária (Elvira) (–1234) szicíliai királyi hercegnő és szicíliai trónkövetelő révén, aki elsőként III. Valterhez (–1205), Brienne grófjához és Tarantó hercegéhez ment feleségül, és ebből a házasságból származott Enghieni Mária szépapja, IV. Valter (1200 (körül)–1244/47/51), Brienne, Lecce és Jaffa grófja, aki Lusignan Mária ciprusi királyi hercegnőt és trónkövetelőt vette feleségül.
Édesanyja Balzo Sancia andriai grófnő, Balzo Bertalan andriai gróf lánya.
Enghieni Mária 1384-ben megörökölte gyermektelen bátyjától, Enghieni Pétertől a Leccei Grófságot. A gazdag örökösnőt először Balzo–Orsini Rajmund, Tarantó, Andria és Bari hercege vette feleségül 1384-ben. Férje 1399-ben elnyerte a Tarantói Hercegséget. A házasságukból négy gyermek született. Férje 1406. január 17-én halt meg, és ekkor a már két házasságot megélt, de törvényes utódokat nélkülöző I. László nápolyi király, aki Máriánál kilenc évvel volt fiatalabb, kérte meg a Nápolyi Királyság szempontjából jelentős területeket birtokló 39 éves hercegnőt. A Tarantói Hercegség volt Mária királyné hozománya. Az esküvőt 1407. április 23-án tartották meg. László királynak ez a házassága is gyermektelen maradt, ezért a halála (1414) után a Máriával nem rokonszenvező sógornője, II. Johanna követte öccsét a trónon. Johanna királynő a birtokaira száműzte az udvarból Máriát.
Nagylelkű Alfonz aragón és nápolyi király 1442-es trónfoglalása után, mikor elűzte II. Johanna királynő örökösét, I. Renátuszt Nápolyból, hogy törvényesített és a nápolyi trónra szánt fattyú fiát, Ferdinándot elfogadtassa a nápolyi nemesség körében, ezért 1445. május 28-án vagy 30-án Nápolyban összeházasította az özvegy Mária királyné unokájával, Chiaromontei Izabella copertinói grófnővel, Chiaromontei Trisztán (Bertalan) copertinói grófnak, valamint Mária királyné lányának, Balzo–Orsini Katalinnak a lányával. A nagymama még megérte a házasságkötést, amely V. Alfonz gesztusa volt az udvartól száműzött királyné és a hagyományos nápolyi nemesség felé. Ebből a házasságból született többek között Aragóniai Beatrix magyar királyné, aki a magyar királlyal kötött szövetségkötés következtében I. Mátyás második felesége lett 1476-ban. Ugyanakkor e frigy következtében Mária királyné utódai uralkodtak Nápoly felett 1501-ig.
Mária az unokája házasságkötését követő évben, 1446. május 9-én Leccében halt meg, és a leccei Szent Kereszt templomban helyezték örök nyugalomra.

## Gyermekei
- 1. férjétől, Balzo–Orsini Rajmundtól (1361 (körül)–1406), Tarantó, Andria és Bari hercegétől, Soleto grófjától, 4 gyermek:
  - János Antal (1386/93–1463), Tarantó és Bari hercege, Lecce grófja, felesége Colonna Anna (–1465), Alba grófnője, a házasságából nem születtek gyermekei, 6 természetes gyermek, többek között:
    - (házasságon kívüli kapcsolatából): Balzo–Orsini Katalin, Conversano grófnője, férje Giulio Antonio Acquaviva d’Aragona (?–1481), Atri hercege, 5 gyermek, többek között:
      - Belisario Acquaviva d’Aragona (1464–1528) conversanói gróf, felesége Sanseverino Sveva, 8 gyermek+4 természetes gyermek, összesen 12 gyermek, többek között:
        - (házasságából): Acquaviva-Aragóniai Adriana (?–1568), Nardò hercegnője, férje Kasztrióta Ferdinánd (?–1561), San Pietro in Galatina hercege a Nápolyi Királyságban, Kasztrióta György albán fejedelem (Szkanderbég) unokája, 1 leány:
          - Kasztrióta Irén (1528–1565), San Pietro in Galatina hercegnője, férje Sanseverino Péter Antal (?–1559) bisignanói herceg, 2 gyermek

  - Mária, férje Acquaviva Antal (?–1410/15), Atri hercege, gyermekei nem születtek
  - Katalin (?–1430), Copertino grófnője suo iure,[4] férje Trisztán (Bertalan) (1380 körül–1432/3/41), Copertino grófja iure uxoris,[5] 7 gyermek, többek között:
    - Chiaromontei Sancia (?–1474), Copertino grófnője, Nardò úrnője, férje II. (Balzo) Ferenc (1410–1482), Andria hercege, 2 fiú, többek között:
      - Balzo Péter (?–1487) andriai herceg, felesége Balzo–Orsini Mária Donata (?–1481) venosai hercegnő, 4 gyermek+2 természetes gyermek, többek között:
        - Balzo Izabella (1468–1533), férje IV. Frigyes (1452–1504) nápolyi király, 5 gyermek, lásd lent

    - Chiaromontei Izabella (1424–1465), Tarantó hercegnője, férje I. Ferdinánd (1423–1494) nápolyi király, 6 gyermek, többek között:
      - II. Alfonz (1448–1495) nápolyi király (ur.: 1494–1495), felesége Sforza Hippolita (1446–1484/88) milánói hercegnő, 3 gyerek a házasságából+2 házasságon kívüli, többek között:
        - (házasságából): II. Ferdinánd (1467/69–1496) nápolyi király (ur.: 1495–1496), felesége a nagynénje, apjának féltestvére Ifjabb Aragóniai Johanna (1477/78/79–1518) nápolyi királyi hercegnő, I. Ferdinánd nápolyi királynak és második feleségének, Idősebb Aragóniai Johanna nápolyi királynénak a lánya, gyermekei nem születtek

      - IV. Frigyes (1452–1504) nápolyi király (ur.: 1496–1501), 1. felesége Anna (1455–1480) savoyai hercegnő, 1 leány, 2. felesége Balzo Izabella (1468–1533) andriai hercegnő, 5 gyermek, összesen 6 gyermek, lásd fent
      - Aragóniai Beatrix (1457–1508), 1. férje I. (Hunyadi) Mátyás (1443–1490) magyar király, 2. férje II. (Jagelló) Ulászló (1456–1516) magyar király, mindkét házassága gyermektelen maradt

  - Gábor (?–1453/65), Venosa hercege, Lecce grófja, felesége Caracciolo Johanna (–1451), Melfi hercegnője, 3 leány
- 2. férjétől, I. László (1376–1414) nápolyi királytól, nem születtek gyermekei